# Turul Italiei 2013
Turul Italiei 2013, cea de-a 96-a ediție a Turului Italiei se desfășoară între 4-26 mai 2013. A debutat pe 7 mai la Napoli și se va încheia pe 26 mai la Brescia.

## Traseul
Pentru această ediție au fost programate 21 de etape.

## Echipe participante
Au fost invitate cele 18 echipe de ProTur, dar și alte 4 echipe, în total 22 echipe.
| Italia - Androni Giocattoli-Venezuela - Bardiani Valvole-CSF Inox - Cannondale - Lampre-Merida - Vini Fantini-Selle Italia | Spania - Euskaltel-Euskadi - Team Movistar                           | Franța - Ag2r-La Mondiale - FDJ         |
| Belgia - Lotto-Belisol - Omega Pharma-Quick Step                                                                           | SUA - Garmin-Sharp - BMC Racing Team                                 | Kazakhstan - Astana (echipă de ciclism) |
| Danemarca - Team Saxo-Tinkoff                                                                                              | Olanda - Blanco Pro Cycling Team - Vacancesoleil-DCM - Argos-Shimano | Columbia - Columbia                     |
| Marea Britanie - Team Sky                                                                                                  | Luxemburg - RadioShack-Leopard                                       | Rusia - Team Katusha                    |

## Etapele programate

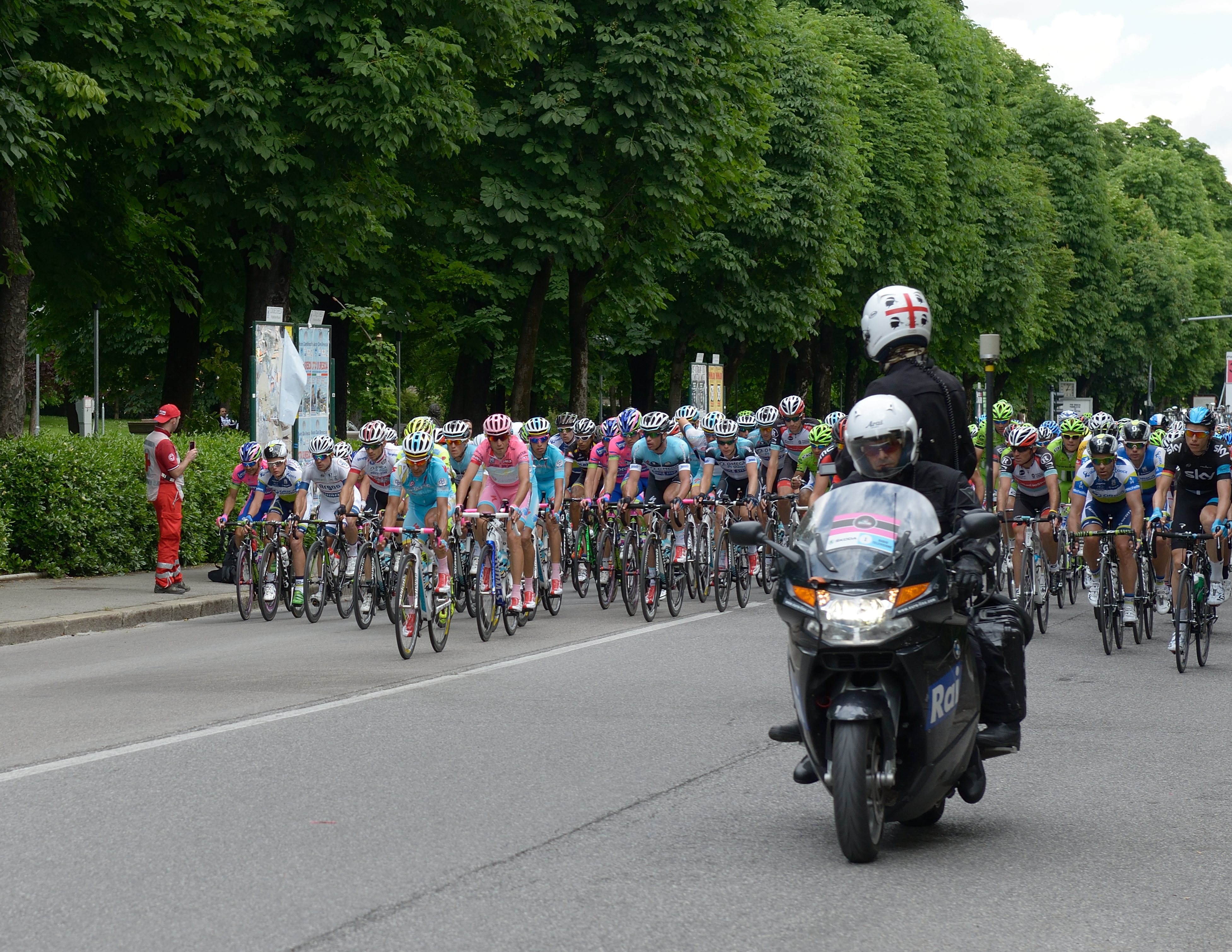
„Giro” ajunge la destinația finală Brescia

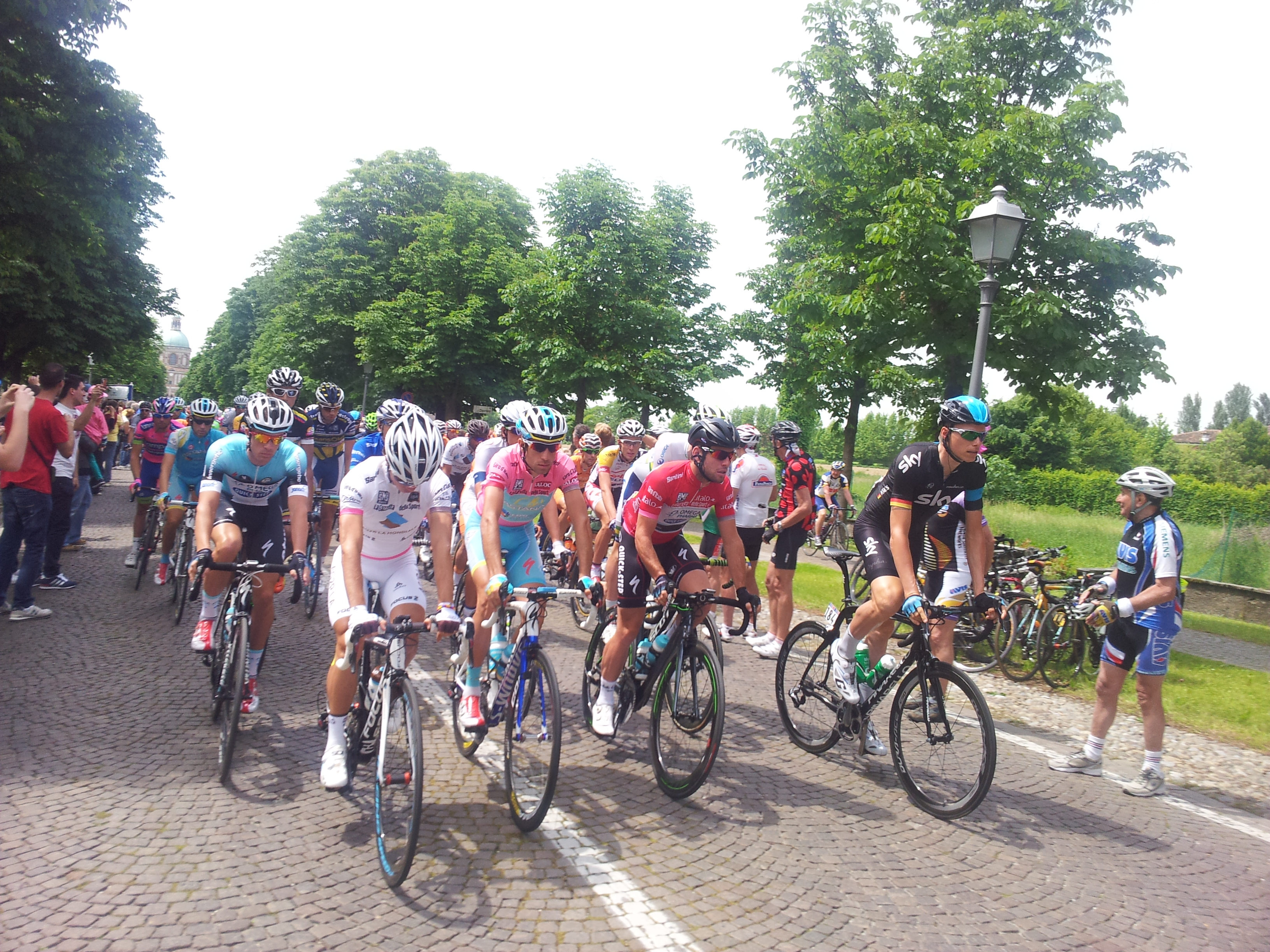
„Giro” pleacă din Caravaggio în etapa a 17-a

| #  | Dată   | Start                 | Sosire                    | Km           | Tip etapă    | Tip etapă                   | Câștigător                 |
| -- | ------ | --------------------- | ------------------------- | ------------ | ------------ | --------------------------- | -------------------------- |
| 1  | 4 mai  | Napoli                | Napoli                    | 130          |              | Etapă câmpie                | Mark Cavendish (OPQ)       |
| 2  | 5 mai  | Ischia                | Forio                     | 17.4         |              | Contracronometru pe echipe  | Team Sky (SKY)             |
| 3  | 6 mai  | Sorrento              | Marina di Ascea           | 222          |              | Etapă intermediară          | Luca Paolini (KAT)         |
| 4  | 7 mai  | Policastro Bussentino | Serra San Bruno           | 246          |              | Etapă intermediară          | Enrico Battaglin (BAR)     |
| 5  | 8 mai  | Cosenza               | Matera                    | 203          |              | Etapă câmpie                | John Degenkolb(ARG)        |
| 6  | 9 mai  | Mola di Bari          | Margherita di Savoia      | 169          |              | Etapă câmpie                | Mark Cavendish (OPQ)       |
| 7  | 10 mai | San Salvo             | Pescara                   | 177          |              | Etapă intermediară          | Adam Hansen (LTB)          |
| 8  | 11 mai | Gabicce Mare          | Saltara                   | 54.8         |              | Contracronometru individual | Alex Dowsett (MOV)         |
| 9  | 12 mai | Sansepolcro           | Florența                  | 170          |              | Etapă intermediară          | Maxim Belkov (KAT)         |
|    | 13 mai | Zi de repaus          | Zi de repaus              | Zi de repaus | Zi de repaus | Zi de repaus                | Zi de repaus               |
| 10 | 14 mai | Cordenons             | Altopiano del Montasio    | 167          |              | Etapă montană               | Rigoberto Urán (SKY)       |
| 11 | 15 mai | Cave del Predil       | Erto e Casso              | 182          |              | Etapă intermediară          | Ramūnas Navardauskas (GRS) |
| 12 | 16 mai | Longarone             | Treviso                   | 134          |              | Etapă câmpie                | Mark Cavendish (OPQ)       |
| 13 | 17 mai | Busseto               | Cherasco                  | 254          |              | Etapă câmpie                | Mark Cavendish (OPQ)       |
| 14 | 18 mai | Cervere               | Bardonecchia              | 180          |              | Etapă montană               | Mauro Santambrogio (VIN)   |
| 15 | 19 mai | Cesana Torinese       | Col du Galibier, Valloire | 149          |              | Etapă montană               | Giovanni Visconti (MOV)    |
|    | 20 mai | Zi de repaus          | Zi de repaus              | Zi de repaus | Zi de repaus | Zi de repaus                | Zi de repaus               |
| 16 | 21 mai | Valloire              | Ivrea                     | 238          |              | Etapă intermediară          | Beñat Intxausti (MOV)      |
| 17 | 22 mai | Caravaggio            | Vicenza                   | 214          |              | Etapă câmpie                | Mark Cavendish (GBR)       |

## Evoluția clasamentelor
| Etapa | Câștigător           | Clasament general · | Clasament pe puncte · | Clasamentul cățărătorilor · | Cel mai bun tânăr · | Trofeul Fast Team  | Trofeul Super Team |
| ----- | -------------------- | ------------------- | --------------------- | --------------------------- | ------------------- | ------------------ | ------------------ |
| 1     | Mark Cavendish       | Mark Cavendish      | Mark Cavendish        | Giovanni Visconti           | Elia Viviani        | Orica-GreenEDGE    | Orica-GreenEDGE    |
| 2     | Team Sky             | Salvatore Puccio    | Mark Cavendish        | Giovanni Visconti           | Salvatore Puccio    | Team Sky           | Orica-GreenEDGE    |
| 3     | Luca Paolini         | Luca Paolini        | Luca Paolini          | Willem Wauters              | Fabio Aru           | Katiușa            | Katiușa            |
| 4     | Enrico Battaglin     | Luca Paolini        | Luca Paolini          | Giovanni Visconti           | Fabio Aru           | Katiușa            | Katiușa            |
| 5     | John Degenkolb       | Luca Paolini        | Luca Paolini          | Giovanni Visconti           | Fabio Aru           | Katiușa            | Katiușa            |
| 6     | Mark Cavendish       | Luca Paolini        | Mark Cavendish        | Giovanni Visconti           | Fabio Aru           | Katiușa            | Katiușa            |
| 7     | Adam Hansen          | Beñat Intxausti     | Mark Cavendish        | Giovanni Visconti           | Rafał Majka         | Katiușa            | Katiușa            |
| 8     | Alex Dowsett         | Vincenzo Nibali     | Mark Cavendish        | Giovanni Visconti           | Wilco Kelderman     | Astana             | Orica-GreenEDGE    |
| 9     | Maxim Belkov         | Vincenzo Nibali     | Cadel Evans           | Stefano Pirazzi             | Wilco Kelderman     | Blanco Pro Cycling | BMC Racing Team    |
| 10    | Rigoberto Urán       | Vincenzo Nibali     | Cadel Evans           | Stefano Pirazzi             | Rafał Majka         | Team Sky           | Team Sky           |
| 11    | Ramūnas Navardauskas | Vincenzo Nibali     | Cadel Evans           | Stefano Pirazzi             | Rafał Majka         | Team Sky           | Team Sky           |
| 12    | Mark Cavendish       | Vincenzo Nibali     | Mark Cavendish        | Stefano Pirazzi             | Rafał Majka         | Team Sky           | Team Sky           |
| 13    | Mark Cavendish       | Vincenzo Nibali     | Mark Cavendish        | Stefano Pirazzi             | Rafał Majka         | Team Sky           | Team Sky           |
| 14    | Mauro Santambrogio   | Vincenzo Nibali     | Mark Cavendish        | Stefano Pirazzi             | Rafał Majka         | Team Sky           | Team Sky           |
| 15    | Giovanni Visconti    | Vincenzo Nibali     | Mark Cavendish        | Stefano Pirazzi             | Carlos Betancur     | Team Sky           | Team Sky           |
| 16    | Beñat Intxausti      | Vincenzo Nibali     | Mark Cavendish        | Stefano Pirazzi             | Carlos Betancur     | Team Sky           | Movistar Team      |
| 17    | Giovanni Visconti    | Vincenzo Nibali     | Mark Cavendish        | Stefano Pirazzi             | Carlos Betancur     | Team Sky           | Movistar Team      |
| 18    | Vincenzo Nibali      | Vincenzo Nibali     | Mark Cavendish        | Stefano Pirazzi             | Rafał Majka         | Team Sky           | Team Sky           |
| 19    | Stage Cancelled      | Vincenzo Nibali     | Mark Cavendish        | Stefano Pirazzi             | Rafał Majka         | Team Sky           | Team Sky           |
| 20    | Vincenzo Nibali      | Vincenzo Nibali     | Vincenzo Nibali       | Stefano Pirazzi             | Carlos Betancur     | Team Sky           | Team Sky           |
| 21    | Mark Cavendish       | Vincenzo Nibali     | Mark Cavendish        | Stefano Pirazzi             | Carlos Betancur     | Team Sky           | Movistar Team      |
| Final |                      |                     |                       |                             |                     |                    |                    |